# Кучаш
Куча́ш (рос. Кучаш, башк. Күсәш) — село у складі Калтасинського району Башкортостану, Росія. Входить до складу Новокільбахтінської сільської ради.
Населення — 252 особи (2010; 334 у 2002).
Національний склад:
- татари — 67 %
- башкири — 31 %